# روسه آرنا
آرنا روسه یک سالن ورزشی سرپوشیده که در روسه، بلغارستان واقع شده‌است. این سالن یکی از مدرن‌ترین سالن‌های جنوب شرقی اروپا با ظرفیت ۵۱۰۰ صندلی است. این ورزشگاه تا مرکز شهر تنها ۱٫۵ کیلومتر فاصله دارد. یک پارکینگ زیرزمینی با ۱۵۰ فضای پارک در این مجموعه موجود است. برنامه‌هایی برای ساخت یک مرکز خرید و یک هتل پنج ستاره در نزدیکی این ورزشگاه در دست بررسی است.
این ورزشگاه با نام‌های متعددی شناخته شده‌است. اولین بار آن را بلستراد آرنا نامیدند. پس از مدتی نام آن به روسه آرنا تغییر یافت و در سال ۲۰۱۸ یک شرکت باتری سازی سهام آن را خرید و در سال ۲۰۱۸ نام آن به OZKروسه آرنا تغییر یافت.

## تاریخچه
پروژه این سالن برای اولین بار در سال ۱۹۷۲ راه اندازی شد و ساخت و ساز آن چهار سال بعد آغاز شد. کار ساخت آن برای به وجود آمدن مشکلات بسیاری در طول دهه ۸۰ به حالت تعلیق درآمد و پایان دوره سوسیالیستی به‌طور کامل تمام تلاش‌ها برای پایان دادن به ساخت این سالن متوقف شد.
در سال ۲۰۰۷ زمانی که شهرداری روسه قرارداد تکمیل سالن ورزشی را با سرمایه‌گذار خصوصی امضا کرد، کارها سرعت گرفتند. .ساخت و ساز به سرعت پیش رفت و تقریباً تمام پی‌های ساختمان و پایه بتنی ساختمان تکمیل شد. در سال ۲۰۱۰ دوره دوم توقف ساخت آغاز شد که البته از طول دوره قبل کوتاه‌تر بود و سه سال به طول انجامید.
شهرداری روسه با خرید پارکینگ زیرزمینی برای این مجموعه در سال ۲۰۱۳ موافقت کرد و ساخت آن را با ۱۱ میلیون لو تأمین شده از بودجه ملی شروع کرد. کار ساخت و ساز تا دو سال بعد ادامه یافت. شهردار تاریخ افتتاحیه را ۲۳ ژوئیه ۲۰۱۵ با کنسرتی توسط خواننده مشهور بلغاری لیلی ایوانووا اعلام کرد.
روسه آرنا به‌طور رسمی در ۲۳ ژوئیه ۲۰۱۵ با حضور بویکو بوریسوف نخست‌وزیر بلغارستان و تعدادی از وزرای دولت افتتاح شد. تا سال ۲۰۱۸ تمامی سهام خصوصی این ورزشگاه از سوی دولت به مبلغ ۱۸ میلیون لو خریداری شد.

## رویدادهای ورزشی
در سال ۲۰۱۷ بازی‌های مقدماتی مسابقات بسکتبال یورو ۲۰۱۷ زنان در این سالن برگزار شد. بیشترین تعداد تماشاگر در آن دوره مربوط به بازی تیم‌های بلغارستان و یونان بود که در تاریخ ۲۵ نوامبر ۲۰۱۵ برگزار شد. بازی داری ۲۰۰۰ تماشاگر بود.
تیم والیبال مردان بلغارستان در این ورزشگاه میزبان تیم‌های کره جنوبی، آلمان و قزاقستان در مسابقات والیبال جایزه بزرگ جهان بود. همچنین مسابقات والیبال قهرمانی مردان جهان ۲۰۱۸ از تاریخ ۱۲ تا ۱۸ سپتامبر ۲۰۱۸ در این ورزشگاه برگزار شد.
پس از توقف در رویدادهای ورزشی در طول همه‌گیری ویروس کرونا، مسابقات لیگ والیبال زنان اروپا در ژوئن ۲۰۲۱ در این ورزشگاه برگزار شد.